# Герхард Родакс
Герхард Родакс (нім. Gerhard Rodax, 29 серпня 1965, Таттендорф — 17 листопада 2022, Трайскірхен) — австрійський футболіст, нападник.
Насамперед відомий виступами за клуб «Адміра-Ваккер», а також національну збірну Австрії.
Володар Кубка Іспанії з футболу.

## Клубна кар'єра
У дорослому футболі дебютував 1983 року виступами за команду клубу «Адміра-Ваккер», в якій провів сім сезонів, взявши участь у 192 матчах чемпіонату.  Більшість часу, проведеного у складі «Адміри-Ваккер», був основним гравцем атакувальної ланки команди. У складі «Адміри-Ваккер» був одним з головних бомбардирів команди, маючи середню результативність на рівні 0,44 голу за гру першості.
Згодом з 1990 по 1993 рік грав у складі команд мадридського «Атлетіко» та віденського «Рапіда».
Завершив професійну ігрову кар'єру у клубі «Адміра-Ваккер», у складі якого свого часу починав виступи на футбольному полі. Прийшов до команди 1995 року, захищав її кольори до припинення виступів на професійному рівні у 1996.

## Виступи за збірну
1985 року дебютував в офіційних матчах у складі національної збірної Австрії. Протягом кар'єри у національній команді, яка тривала 7 років, провів у формі головної команди країни 20 матчів, забивши 3 голи.
У складі збірної був учасником чемпіонату світу 1990 року в Італії.

## Титули і досягнення
- Володар Суперкубка Австрії з футболу (1):

«Адміра Ваккер»:  1989
- Володар Кубка Іспанії з футболу (1):

«Атлетіко» (Мадрид):  1990-91